# Let's Go Luna!
《렛 고 루나!》는 미국의 컴퓨터 애니메이션 텔레비전 시리즈이다.

## 개요
Let's Go Luna! 의인화 된 동물로 채워진 세계에서, 레오, 호주의 웜뱃, 앤디, 미국의 개구리, 멕시코의 나비 등 세 자녀에 초점을 맞추고 부모의 여행 성과로 전 세계를 여행합니다. 극단 "Circo Fabuloso." 그들의 정거장을 따라 달과 팔, 다리, 얼굴로 약 5 피트 (1.5 미터) 높이의 밀짚 모자와 빨간 부츠를 신은 루나 달은 때때로 현지 언어, 음악, 음식, 그리고 다른 관습. 각각 2 개씩 총 4 개의 세그먼트로 구성된 2 시간 반 에피소드는 갱단이 멈추고 전 세계의 친구들을 만나고 만나는 단일 국가에서 진행됩니다. 문화 인류 학자 팀과 함께 Let's Go Luna! "도시와 지역이 진정으로 정중하게 묘사되도록 세 심하게 연구되었습니다."